# Церква Богоматері Трсатської
Церква Богоматері Трсатської (хорв. Crkva Gospe Trsatske) — Римо-католицька церква в районі Трсат Рієка, Хорватія. Церква в Архиєпархії Рієка присвячена Богоматері Марії.

## Історія
Наприкінці епохи хрестоносців Назарет був завойований мамелуками у 1263 році Благовіщенська базиліка, яка стояла на місці ранньохристиянського святилища, де народилася Діва Марія, була знищена. Її руїни залишалися для паломницького призначення до падіння Акру в 1291 році. Тоді [мощі] були відправлені до Європи. «Святий дім» був згідно з легендою у сьогоднішній Хорватії. У 1294 р. будинок був перебудований у базиліку Святого дому в Лорето. У 1367 році Папа Урбан В. надіслав ікону благодаті сумуючих мешканцям Трсату, яку з тих пір шанують як «Матері милосердя». Хорватські князі з родини Франкопан спочатку збудували каплицю. У 1431 році — церкву та монастир францисканців. Церква неодноразово розбудовувалася до 1824 року. Вважається найстарішою церквою в Хорватії. У 2003 році церкву відвідав Папа Римський Іван Павло ІІ

## Опис
Церква розташована на пагорбі над Адріатичним морем, дорога веде від узбережжя до церкви паломництва. Її будували у різні часи у стилях готика, Відродження, Бароко та Бідермайєр. Церква двоходова, має хрестове склепіння, але дуже просту дзвіницю з 1824 року.

## Обладнання
Розкішний, бароковий головний вівтар з кольорового мармуру датується 1692 роком. Святилище відокремлене від церкви художньою залізною решіткою з 1705 року, її було встановлено у 1705 році єпископом Мартином Брайковичем Загребським. У 1714 році венецієць Крістофоро Таска намалював велику картину Благовіщення над Тріумфовою аркою. Чудотворна ікона була увінчана 8 вересня 1715 року Це було перше в історії коронування ікони Марії за межами Італії.
Бронзова скульптура академічного скульптора Антуна Юркіча представляє папу Івана Павла ІІ, названого паломником Трсату на честь третього душпастирського візиту Івана Павла ІІ. Хорватія, коли він відвідав її 8 червня 2003 р. Він був розміщений перед святинею Марії в Трзаті 10 травня 2005 р., І його відкрив архієпископ Загреб і президент Хорватської єпископської конференції кардинал Йосип Бозаніч.
Це перша в світі скульптура, присвячена Папі Римському, відкрита після його смерті. На скульптурі зображений Папа, який молиться перед чудотворним образом Пресвятої Богородиці. У тексті скульптури написано: «На П'ятидесятницю, 8. VI. У 2003 році папа Іван Павло ІІ відвідав цю марійську святиню під час свого третього пастирського візиту до Хорватії та ювілейної сотої за межами Італії». А потім декількома мовами: «Моліться за мене, поки я живий і коли помираю».

## Пастирський центр святилища папи Івана Павла ІІ
Пастирський центр святилища папи Івана Павла ІІ. було відкрито 5 червня 2008 року в рамках комплексу Трсат на відзначення 5 річниці візиту папи Івана Павла ІІ. Під час свого візиту Папа благословив камінь-фундамент Пастирського центру, який був зведений наприкінці жовтня 2006 року на місці колишньої господарської споруди.
В Аулі знаходиться головний зал на 300 місць, поруч — чотири менші зали, які служать простором для роботи Францисканського світського ордену, францисканської молоді, хору та кафедри Папи Івана Павла ІІ. Всі кімнати з'єднані сходами. Архітектор, який проектував пастирський центр, отримав нагороду Віктора Ковачича за найкраще архітектурне досягнення у 2008 році
Пастирський центр межує з розширеною зоною паломництва, яка вже була встановлена шляхом встановлення нового вівтаря в монастирському саду та облаштування парку Марії, головним чином для потреб більшої кількості паломників.
Веранда зали служить місцем сповіді під час великих масових урочистостей у парку святилищ.